# Quanta cura (Benedicto XIV)
Quanta cura fue una encíclica del Papa Benedicto XIV publicada el 30 de junio de 1741 y que estaba dirigida al clero en general.
El documento trata sobre el lucro que algunos sacerdotes llevaban a cabo con respecto a la realización de misas, utilizando como estrategia la recepción del estipendio por una misa y luego, "ilícitamente" encomendar a otro su realización, reservándose una parte de dicho estipendio.
Este encíclica sigue la lógica de lo que ya había expresado en un decreto pontificio Urbano VIII y que había sido reafirmado por Alejandro VII, aunque Benedicto XIV impone sanciones tanto a los sacerdotes como a los seglares señalando:

«(...) Un laico que lo hace automáticamente incurrirá en la pena de excomunión, además de las otras sanciones que se pueden invocar de acuerdo con su decisión (de los clérigos encargados de imponer la pena). El clérigo automáticamente incurrirá en la pena de suspensión, de la que nadie puede absolver salvo nosotros mismos (Benedicto XIV) o el Romano Pontífice vigente, a menos que haya peligro de muerte (...)» (Benedicto XIV en la Encíclica Quanta Cura, punto Nº 5).